# San Leonardo da Porto Maurizio ad Acilia

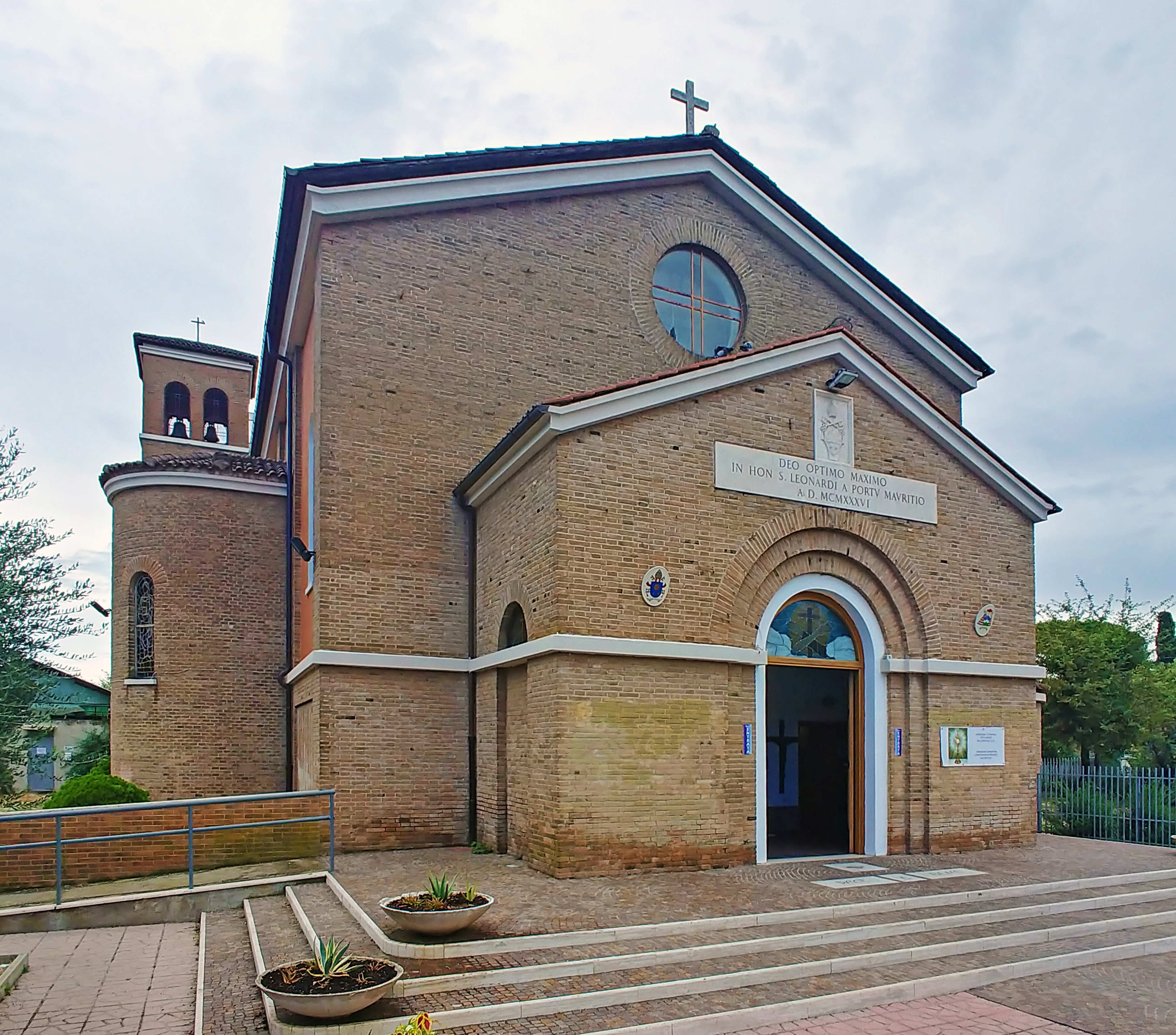
Außenansicht

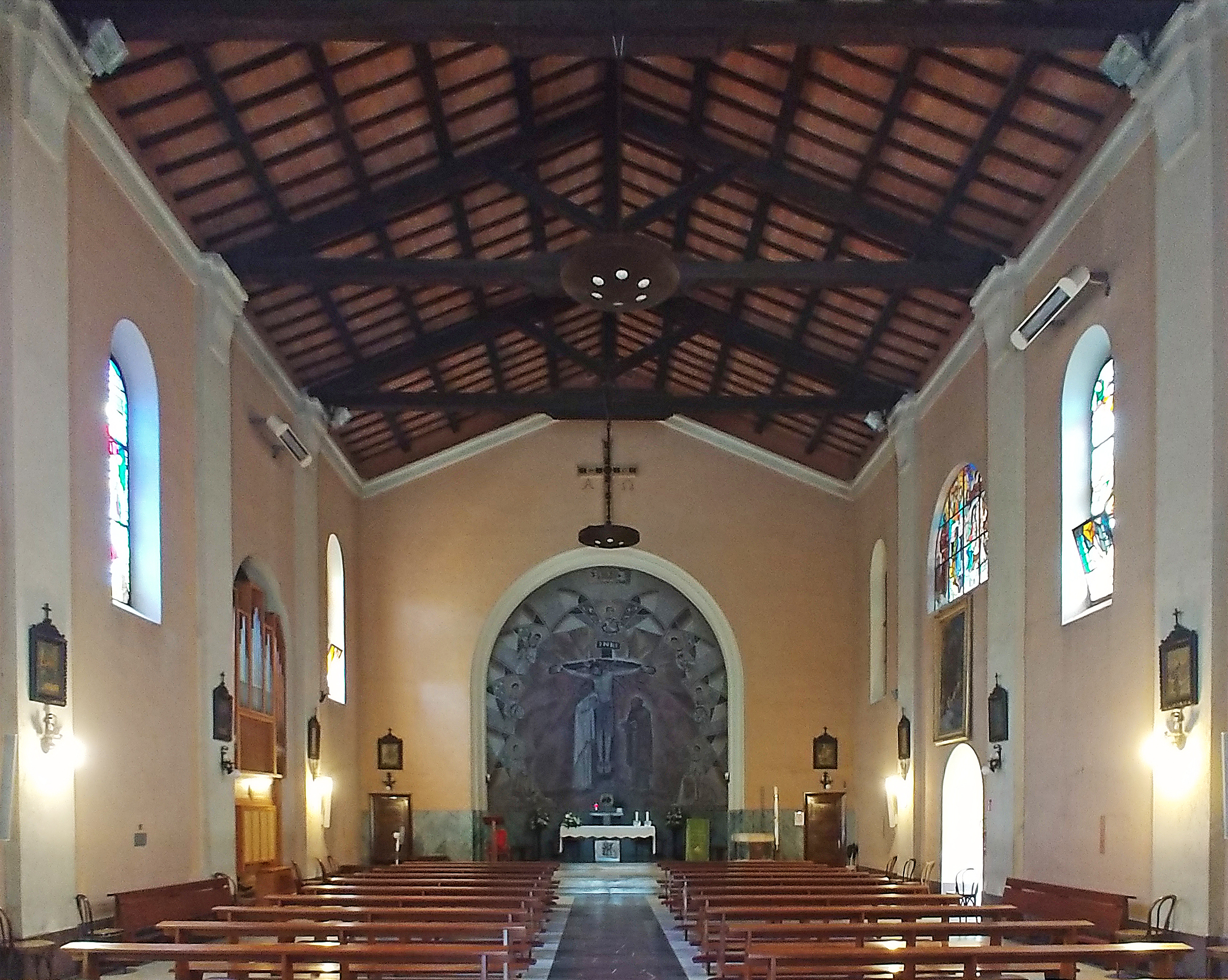
Innenansicht

San Leonardo da Porto Maurizio ad Acilia ist die römisch-katholische Pfarrkirche der gleichnamigen Pfarrei im südwestlichen, Richtung Ostia gelegenen römischen Außenbezirk Acilia im Municipio Roma X (Via Ludovico Antomelli 1).
Seit 2016 ist sie Titelkirche des Kardinalpriesters von San Leonardo da Porto Maurizio ad Acilia. Der erste Titelinhaber Sebastian Koto Kardinal Khoarai (1929–2021) hat sie nicht offiziell in Besitz genommen, da er aus Altersgründen in seiner Heimat Lesotho blieb. Aktueller Titelinhaber ist seit dem 27. August 2022 Leonardo Ulrich Kardinal Steiner OFM.
Namensgeber der Kirche ist der italienische Heilige Franziskaner Leonhard von Porto Maurizio (1676–1751).

## Geschichte
Die Kirche gilt als Mutterkirche des Vorortes Acilia. Die ersten Bewohner des Vorortes waren im Jahr 1913 aus dem Gebiet des Centro Storico wegen archäologischer Grabungen auf dem bis dahin unbebauten Gelände des Ager Romanus neu angesiedelt worden. Die Pfarrkirche wurde vom Architekten Francesco Fornari 1936 in einem abgespeckten neoromanischen Stil erbaut. Im gleichen Jahr wurde die Pfarrei gegründet, die seitdem von den Franziskaner-Minoriten betreut wird. Am 30. November 1980 wurde sie von Papst Johannes Paul II. besucht. Sie wurde am 19. November 2016 von Papst Franziskus zur Titelkirche erhoben.